# Ciudad Sahagún
Ciudad Sahagún, ufficialmente chiamata Fray Bernardino de Sahagún, è una località messicana del comune di Tepeapulco, nello stato dell'Hidalgo.